# Luigi Saraceni (calciatore)
Luigi Saraceni (Roma, 21 settembre 1903 – Roma, 20 aprile 1972) è stato un dirigente sportivo e calciatore italiano, di ruolo difensore.
È il fratello minore di Fernando Saraceni, pertanto è noto anche come Saraceni II.

## Biografia
È il più piccolo dei fratelli Saraceni. Suo fratello più grande, Fernando, sarà un attaccante e difensore della Lazio degli anni venti.
Sposato con Marcella Ottaviani, ebbe quattro figli: Maria Grazia, Gianfranco, Anna Teresa, e Stefania.

## Carriera
Giocò nella Lazio dal 1920 al 1930. Per tre stagioni ha giocato insieme al fratello, Fernando, anche lui difensore.
Una volta appesi gli scarpini al chiodo, Luigi intraprese la carriera dirigenziale proprio nella Lazio, dove ricoprì diverso ruoli.